# Elecciones parlamentarias de Micronesia de 2025

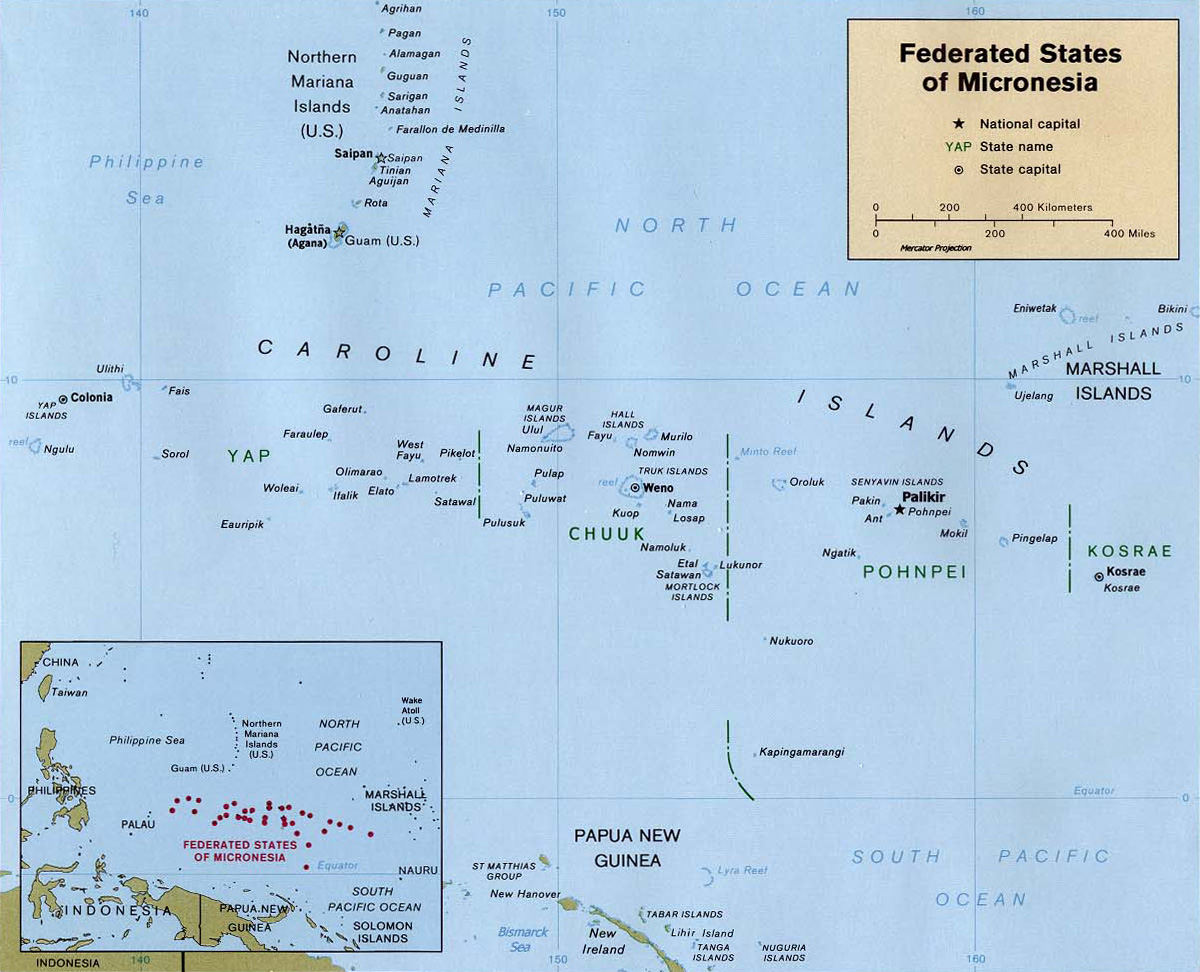
Mapa de los Estados Federados de Micronesia

Bandera de los Estados Federados de Micronesia

Las elecciones parlamentarias se realizaron en los Estados Federados de Micronesia el 4 de marzo de 2025, elegiendose a diez de los catorce escaños del Congreso de Micronesia por un período de dos años. No hay partidos políticos y todos los candidatos se presentaron como independientes.

## Sistema electoral
Los 14 miembros del Congreso fueron elegidos por dos métodos; diez son elegidos en circunscripciones de un solo miembro por mayoría simple por un período de dos años. Cuatro eran senadores generales, con uno elegido por cada estado por un período de cuatro años. Después de las elecciones, el presidente y el vicepresidente son elegidos por el Congreso, y solo los cuatro senadores generales pueden ser candidatos.

## Requisitos
Para ser miembro del Congreso, ya sea por elección por igualdad estatal (senador general) o por elección por población, se deben cumplir los siguientes requisitos, de acuerdo con el Artículo 9 de la Constitución.
- Debe tener al menos 30 años de edad al día de la elección.
- Debe haber residido en el estado por el que fue elegido durante al menos 5 años.
- Debe haber sido ciudadano de Micronesia durante al menos 15 años.
- No haber sido condenado por un delito grave.

## Resultados
| Estado        | Distrito             | Candidato              | Votos | %     | Notas                   |
| ------------- | -------------------- | ---------------------- | ----- | ----- | ----------------------- |
| Chuuk         | Distrito Electoral 1 | Julio M. Marar         | 2,192 | 53.26 | Reelegido               |
| Chuuk         | Distrito Electoral 1 | Alfred Ansin           | 1,924 | 46.74 |                         |
| Chuuk         | Distrito Electoral 2 | Victor Gouland         | 3,238 | 84.21 | Reelegido               |
| Chuuk         | Distrito Electoral 2 | Curtis K. Sos          | 607   | 15.79 |                         |
| Chuuk         | Distrito Electoral 3 | Perpetua Konman        | 4,573 | 100   | Reelegido sin oposición |
| Chuuk         | Distrito Electoral 4 | Tiwiter Aritos         | 4,015 | 100   | Reelegido sin oposición |
| Chuuk         | Distrito Electoral 5 | Robson U. Romolow      | 974   | 100   | Reelegido sin oposición |
| Kosrae        | Distrito Electoral 1 | Johnson A. Asher       | 1,292 | 100   | Reelegido sin oposición |
| Pohnpei       | Distrito Electoral 1 | Merlynn Abello-Alfonso | 1,766 | 55.46 | Reelegido               |
| Pohnpei       | Distrito Electoral 1 | Jayson Walter          | 709   | 22.27 |                         |
| Pohnpei       | Distrito Electoral 1 | Marcelo K. Peterson    | 709   | 22.27 |                         |
| Pohnpei       | Distrito Electoral 2 | Jermy W. Mudong        | 1,514 | 37.72 | Elegido                 |
| Pohnpei       | Distrito Electoral 2 | Quincy Lawrence        | 1,436 | 35.77 | No reelegido            |
| Pohnpei       | Distrito Electoral 2 | Welson Panuel          | 1,064 | 26.51 |                         |
| Pohnpei       | Distrito Electoral 3 | Esmond Moses           | 1,537 | 100   | Reelegido sin oposición |
| Yap           | Distrito Electoral 1 | Andy Choor             | 2,438 | 75.36 | Elegido                 |
| Yap           | Distrito Electoral 1 | Victor Nabeyan         | 536   | 16.57 |                         |
| Yap           | Distrito Electoral 1 | Alexander Tretnoff     | 216   | 6.68  |                         |
| Yap           | Distrito Electoral 1 | Fidelis Thiyer-Fanoway | 45    | 1.39  |                         |
| Fuente: FSMEC |                      |                        |       |       |                         |